# Lista de pessoas que venceram o Emmy, Grammy, Oscar e Tony

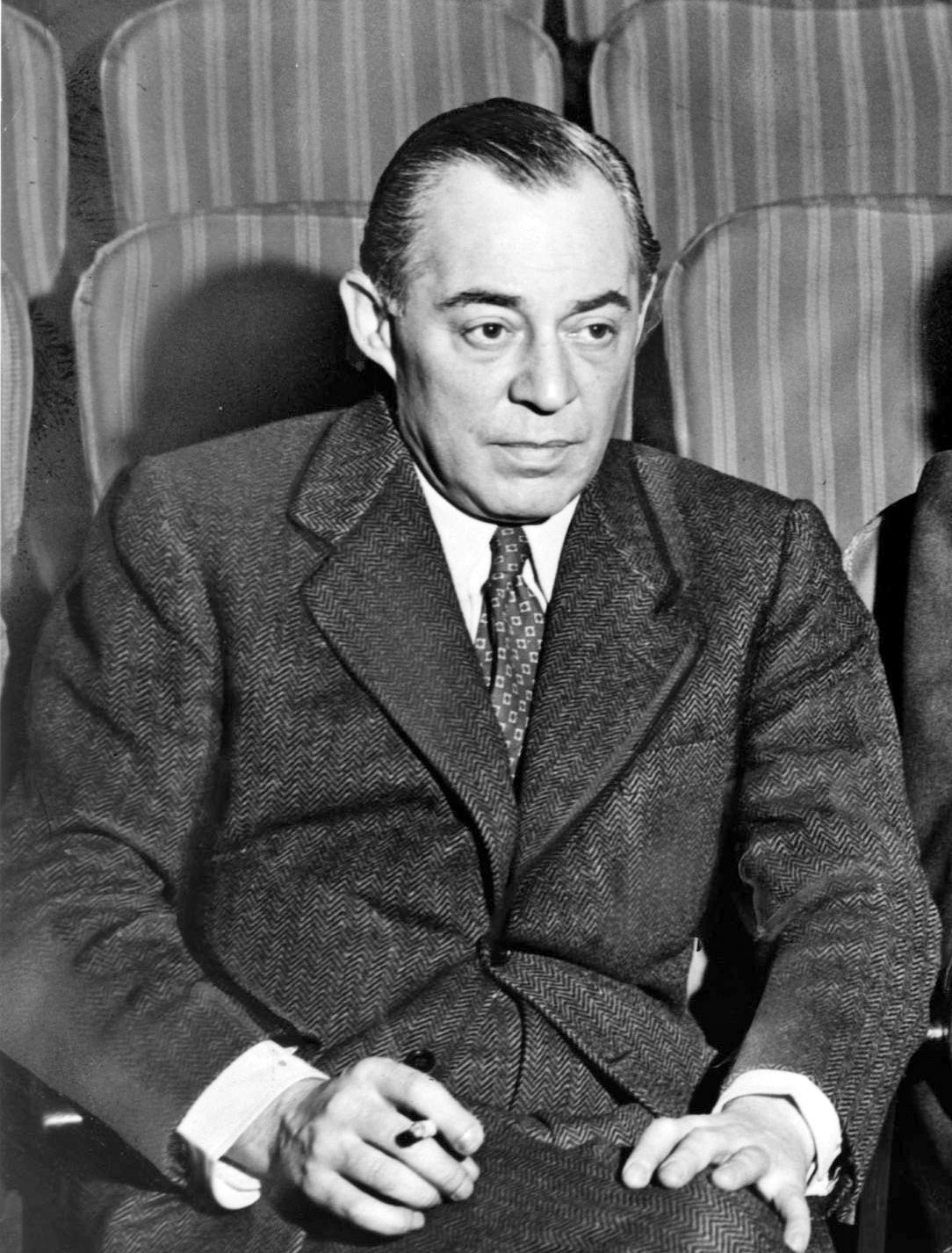
Richard Rodgers, a primeira pessoa a ganhar um EGOT ou um PEGOT (inclui um Prêmio Pulitzer)

Esta é uma lista de pessoas que ganharam os prêmios Emmy, Grammy, Oscar e Tony (as quatro principais premiações do entretenimento norte-americano), que, apresentadas anualmente, premiam e homenageiam realizações em televisão, música, cinema e teatro respectivamente. Quando um artista ganha os quatro prêmios é chamado  de EGOT (Emmy, Grammy, Oscar, Tony) ou GATE (Grammy, Academy, Tony, Emmy). O acrónimo EGOT foi inventado pelo ator Philip Michael Thomas (que nunca foi nomeado para qualquer um destes prêmios).

## Quatro prêmios
Até o momento, dezoito artistas ganharam um Oscar, um Emmy, a Grammy, e Tony Award em categorias competitivas. São eles: os atores John Gielgud, Whoopi Goldberg, Helen Hayes, Audrey Hepburn, Rita Moreno, Jennifer Hudson e Viola Davis; os compositores Marvin Hamlisch, Richard Rodgers, Elton John, Jonathan Tunick e Alan Menken, e os diretores Mel Brooks e Mike Nichols e Scott Rudin (produtor) (dois desses artistas, Rodgers e Hamlisch, ganharam o Prêmio Pulitzer também). 
Cinco artistas: Harry Belafonte, Liza Minnelli, Barbra Streisand, James Earl Jones e Quincy Jones também venceram todos os quatro prêmios principais do entretenimento, embora os seus prémios não fossem exclusivamente competitivos. O compositor Robert Lopez além ser o mais jovem artista a atingir essa marca, também é a única pessoa a conquistar os quatro prêmios pelo menos duas vezes cada, além de ser aquele que alcançou a marca em tempo recorde, em apenas 10 anos. O compositor Alan Menken é o artista com mais prêmios dentro os vintes ganhadores, com 22 vitórias, sendo 8 Academy Awards, 1 Emmy Award, 12 Grammy Awards, e 1 Tony Award.
Abaixo, os vinte e dois artistas que ganharam Oscar, Emmy, Grammy e Tony Awards.
| Artista          | Ano  | 1º Prêmio | 1º Prêmio     | 2º Prêmio | 2º Prêmio     | 3º Prêmio | 3º Prêmio          | 4º Prêmio | 4º Prêmio             |
| ---------------- | ---- | --------- | ------------- | --------- | ------------- | --------- | ------------------ | --------- | --------------------- |
| Richard Rodgers  | 1962 | 1945      | Academy Award | 1950      | Tony Award    | 1960      | Grammy Award       | 1962      | Emmy Award            |
| Barbra Streisand | 1970 | 1963      | Grammy Award  | 1965      | Emmy Award    | 1968      | Academy Award      | 1970      | Special Tony Award    |
| Helen Hayes      | 1976 | 1932      | Academy Award | 1947      | Tony Award    | 1953      | Emmy Award         | 1976      | Grammy Award          |
| Rita Moreno      | 1977 | 1961      | Academy Award | 1972      | Grammy Award  | 1975      | Tony Award         | 1977      | Emmy Award            |
| Liza Minnelli    | 1990 | 1965      | Tony Award    | 1972      | Academy Award | 1973      | Emmy Award         | 1990      | Special Grammy Award  |
| John Gielgud     | 1991 | 1961      | Tony Award    | 1979      | Grammy Award  | 1981      | Academy Award      | 1991      | Emmy Award            |
| Audrey Hepburn   | 1994 | 1953      | Academy Award | 1954      | Tony Award    | 1993      | Emmy Award         | 1994      | Grammy Award          |
| Marvin Hamlisch  | 1995 | 1973      | Academy Award | 1974      | Grammy Award  | 1976      | Tony Award         | 1995      | Emmy Award            |
| Jonathan Tunick  | 1997 | 1977      | Academy Award | 1982      | Emmy Award    | 1988      | Grammy Award       | 1997      | Tony Award            |
| Mel Brooks       | 2001 | 1968      | Academy Award | 1997      | Emmy Award    | 1998      | Grammy Award       | 2001      | Tony Award            |
| Mike Nichols     | 2001 | 1961      | Grammy Award  | 1964      | Tony Award    | 1967      | Academy Award      | 2001      | Emmy Award            |
| Whoopi Goldberg  | 2002 | 1985      | Grammy Award  | 1990      | Academy Award | 2002      | Daytime Emmy Award | 2002      | Tony Award            |
| Scott Rudin      | 2011 | 1984      | Academy Award | 1994      | Emmy Award    | 2008      | Grammy Award       | 2011      | Tony Award            |
| James Earl Jones | 2012 | 1969      | Tony Award    | 1977      | Grammy Award  | 1991      | Emmy Award         | 2012      | Special Academy Award |
| Scott Rudin      | 2012 | 1984      | Emmy Award    | 1994      | Tony Award    | 2007      | Academy Award      | 2012      | Grammy Award          |
| Robert Lopez     | 2014 | 2004      | Tony Award    | 2008      | Emmy Award    | 2012      | Grammy Award       | 2014      | Academy Award         |
| Harry Belafonte  | 2014 | 1953      | Tony Award    | 1960      | Emmy Award    | 1961      | Grammy Award       | 2014      | Special Academy Award |
| Quincy Jones     | 2016 | 2016      | Tony Award    | 2016      | Emmy Award    | 2016      | Grammy Award       | 2016      | Special Academy Award |
| John Legend      | 2018 | 2006      | Grammy Award  | 2015      | Academy Award | 2017      | Tony Award         | 2018      | Emmy Award            |
| Alan Menken      | 2020 | 1989      | Academy Award | 1990      | Grammy Award  | 2012      | Tony Award         | 2020      | Emmy Award            |
| Jennifer Hudson  | 2022 | 2007      | Academy Award | 2009      | Grammy Award  | 2021      | Daytime Emmy Award | 2022      | Tony Award            |
| Viola Davis      | 2023 | 2001      | Tony Award    | 2015      | Emmy Award    | 2017      | Academy Award      | 2023      | Grammy Award          |
| Elton John       | 2024 | 1971      | Grammy Award  | 1995      | Academy Award | 1998      | Tony Award         | 2024      | Emmy Award            |

## Três prêmios

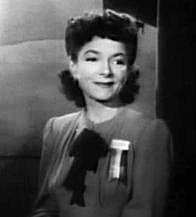
Helen Hayes se tornou a segunda pessoa e a primeira mulher a ganhar os quatro prêmios em 1977.

Cada uma das pessoas a seguir ganhou três dos quatro principais prêmios (EGOT) em categorias competitivas. 

### Faltando um Tony Award
1. John Addison†
2. Julie Andrews[note 1]◊
3. Kristen Anderson-Lopez◊
4. Burt Bacharach◊
5. Alan Bergman
6. Marilyn Bergman
7. Jon Blair
8. George Burns†
9. Cher
10. Common
11. Rob Epstein
12. Michael Giacchino
13. Alex Gibson
14. Ludwig Göransson
15. Brian Grazer◊
16. Hildur Guðnadóttir
17. Ron Howard
18. James MollPA
19. Morgan Neville
20. Randy Newman
21. Sid Ramin†
22. Trent Reznor
23. Caitrin Rogers
24. Atticus Ross
25. Martin Scorsese
26. Barbra Streisand◊, NCA
27. Peter Ustinov†, ◊
28. John Williams
29. Robin Williams†
30. Kate Winslet
31. Adele
32. Eminem
33. Billie Eilish
34. H.E.R.
35. Lady Gaga

### Faltando um Grammy Award
1. Jack Albertson†, TC
2. Anne Bancroft†, TC
3. Ingrid Bergman†, TC
4. Shirley Booth†, TC
5. Ralph Burns†
6. Ellen BurstynTC
7. Melvyn Douglas†, TC
8. Bob Fosse†
9. Jeremy Irons◊, TC
10. Glenda JacksonTC
11. Jessica LangeTC
12. Frances McDormandTC
13. Liza Minnelli◊, NCA
14. Helen MirrenTC
15. Thomas Mitchell†, TC
16. Al Pacino◊, TC
17. Christopher Plummer[note 2]◊, TC
18. Vanessa RedgraveTC
19. Jason Robards†, TC
20. Geoffrey RushTC
21. Paul Scofield†, TC
22. Maggie SmithTC
23. Maureen Stapleton†, TC
24. Jessica Tandy†, TC
25. Paul Tazewell
26. Tony Walton[note 3]

### Faltando um Emmy Award
1. Henry Fonda†, ◊
2. Joel Grey◊
3. Oscar Hammerstein II†, PP
4. Alan Jay Lerner†
5. Frank Loesser†, PP
6. Benj Pasek◊
7. Justin Paul◊
8. Stephen SondheimPP
9. Jule Styne†

### Faltando um Academy Award (Oscar)
1. André De Shields
2. Audra McDonald
3. Alex Lacamoire
4. Ari'el Stachel
5. Anne GarefinoPA
6. Bette Midler◊
7. Ben Platt
8. Billy Porter
9. Bill Sherman[2]
10. Cyndi Lauper
11. Charles StrousePA
12. Cynthia Erivo◊
13. Cy Coleman†, ◊
14. Cynthia Nixon
15. Dick Van Dyke
16. David Yazbek
17. Fred Ebb†, ◊
18. George Grizzard†
19. Hugh Jackman◊
20. Harry BelafonteNCA
21. John Kander◊
22. James Whitmore†, ◊
23. Julie Harris†, ◊
24. James Earl Jones◊, NCA
25. Jerry Bock†, PP
26. Leonard Bernstein†, ◊
27. Lily Tomlin◊, PA
28. Matt StonePA
29. Martin Charnin†, PA
30. Marc Shaiman◊
31. Quincy Jones◊, NCA
32. Rachel Bay Jones
33. Tom KittPP
34. Stan LathanPA
35. Katrina Lenk
36. Lin-Manuel Miranda◊, PP
37. Trey Parker[note 4]◊, PA

## Três prêmios (não competitivos)
Além dos vencedores acima, as pessoas a seguir ganharam três dos quatro principais prêmios em categorias competitivas, especiais e/ou categorias honorárias.
1. Howard Ashman†, ◊ ganhou dois Oscars competitivos, cinco prêmios Grammy e um prêmio Emmy especial.
2. Fred Astaire† ganhou três prêmios Emmy, um Oscar honorário e um Grammy pelo conjunto de sua obra.
3. Robert Russell Bennett† ganhou um prêmio Emmy, um Oscar e dois prêmios especiais Tony.
4. Irving Berlin† ganhou um Oscar, um Grammy pelo conjunto de sua obra e um prêmio Tony.
5. Carol Burnett ganhou seis prêmios Emmy, um prêmio Grammy e um prêmio Tony especial.
6. David Byrne ganhou um Oscar, um Grammy competitivo e um prêmio Tony especial.
7. Walt Disney† ganhou 26 Oscars, sete prêmios Emmy e um prêmio Grammy Trustees.
8. Ray Dolby† ganhou um Oscar científico ou técnico, dois prêmios Emmy de tecnologia e engenharia e um prêmio Grammy de mérito especial/técnico.
9. Judy Garland†, ◊ ganhou um Oscar Juvenil, dois prêmios Grammy e um prêmio Tony especial.
10. Eileen Heckart† ganhou um Oscar, um prêmio Emmy e um prêmio Tony especial.
11. Barry Manilow ganhou dois prêmios Emmy, um Grammy e um prêmio Tony especial.
12. Steve Martin◊ ganhou o Oscar honorário, um prêmio Emmy e cinco prêmios Grammy.
13. Laurence Olivier†, ◊ ganhou dois Oscars, cinco prêmios Emmy e um prêmio Tony especial.
14. Stephen Schwartz ganhou três Oscars, três Grammys e o Prêmio Isabelle Stevenson, um prêmio Tony não competitivo.
15. Bruce Springsteen◊ ganhou 20 Grammys, um Oscar e um Prêmio Tony especial.
16. Thomas Stockham† ganhou um Oscar científico ou técnico, um Prêmio Emmy de tecnologia e engenharia e um prêmio Grammy técnico.
17. Cicely Tyson ganhou três prêmios Emmys, um prêmio Tony e um Oscar honorário.
18. Eli Wallach† ganhou um prêmio Tony, um prêmio Emmy e um Oscar honorário.
19. Oprah Winfrey ganhou o Emmy Awards, um Tony Award, e o Prêmio Humanitário Jean Hersholt, um Oscar não competitivo.

## Quatro nomeações
As seguintes pessoas não ganharam os quatro prêmios em categorias competitivas, mas receberam pelo menos uma indicação para cada uma delas:
1. Lynn Ahrens
2. Alan Alda
3. Joan Allen
4. Woody Allen
5. Judith Anderson†
6. Kristen Anderson-Lopez
7. Julie Andrews
8. Alan Arkin
9. Howard Ashman[note 5]†
10. Burt Bacharach
11. Lauren Bacall†
12. Ed Begley†
13. Elmer Bernstein†
14. Leonard Bernstein†
15. Ralph Burns†
16. Ellen Burstyn
17. Richard Burton†
18. Sammy Cahn†
19. Keith Carradine
20. Diahann Carroll†
21. Stockard Channing
22. Glenn Close
23. Cy Coleman†
24. Fred Ebb†
25. Cynthia Erivo
26. José Ferrer†
27. Henry Fonda†
28. Jane Fonda
29. Morgan Freeman
30. Judy Garland[note 6]†
31. Jack Gilford†
32. Brian Grazer
33. Joel Grey
34. Julie Harris†
35. Katharine Hepburn†
36. Jeremy Irons
37. Hugh Jackman
38. James Earl Jones
39. Quincy Jones
40. John Kander
41. Angela Lansbury
42. Michel Legrand†
43. Jack Lemmon†
44. John Lithgow
45. Kenny Loggins
46. Steve Martin[note 7]
47. Bette Midler
48. Liza Minnelli
49. Lin-Manuel Miranda
50. Paul Newman†
51. Laurence Olivier†
52. Leslie Odom Jr.
53. Al Pacino
54. Trey Parker
55. Dolly Parton
56. Benj Pasek
57. Justin Paul
58. Christopher Plummer†
59. Sidney Poitier
60. André Previn†
61. Lynn Redgrave[note 8]†
62. Vanessa Redgrave
63. Jason Robards†
64. Mark Ruffalo
65. Adam Schlesinger†
66. Paul Scofield†
67. Marc Shaiman
68. David Shire
69. Paul Simon
70. Glenn Slater
71. Will Smith
72. Tom Snow
73. Kevin Spacey
74. Bruce Springsteen[note 9]
75. Sting
76. Maureen Stapleton†
77. Barbra Streisand
78. Meryl Streep
79. Lily Tomlin
80. Stanley Tucci
81. Peter Ustinov†
82. Jimmy Van Heusen†
83. Denzel Washington
84. James Whitmore†
85. Mare Winningham
86. Scott Wittman
87. Hans Zimmer

## PEGOT

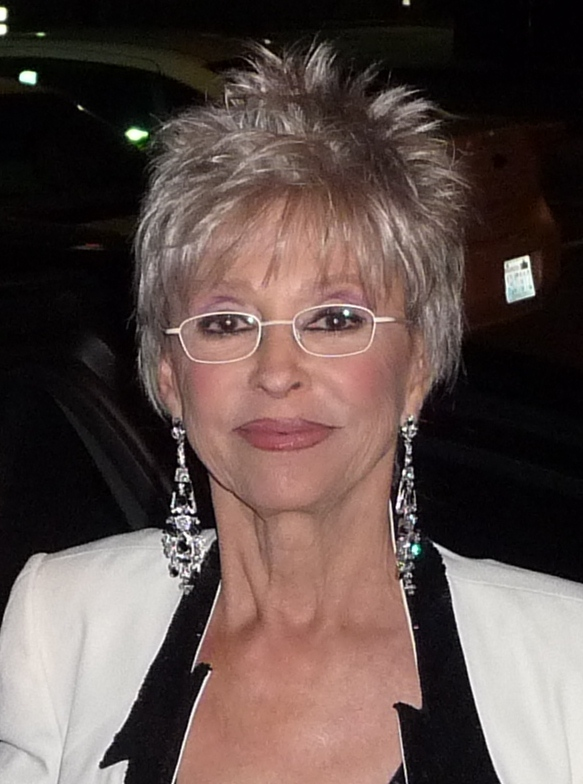
Rita Moreno se tornou a primeira artista latina a conquistar os cinco principais prêmios do entretenimento.

PEGOT é alguém que ganhou todos os quatro prêmios EGOT, bem como um Prêmio Peabody ou Prêmio Pulitzer.
Vencedores do EGOT que também ganharam um Prêmio Peabody
1. Barbra Streisand[note 10]
2. Mike Nichols
3. Rita Moreno

Vencedores do EGOT que também ganharam um Prêmio Pulitzer
1. Richard Rodgers
2. Marvin Hamlisch

Pessoas que ganharam um Peabody e que falta apenas um prêmio EGOT
1. Carol Burnett (faltando um Oscar)
2. Martin Charnin (faltando um Oscar)
3. Anne Garefino (faltando um Oscar)
4. James Moll (faltando um Tony)
5. Trey Parker (faltando um Oscar)
6. Matt Stone (faltando um Oscar)
7. Charles Strouse (faltando um Oscar)
8. Lily Tomlin (faltando um Oscar)
9. Cicely Tyson (faltando um Grammy)
10. Oprah Winfrey[note 11] (faltando um Grammy)

Pessoas que ganharam um Pulitzer e que falta apenas um prêmio EGOT
1. Jerry Bock (faltando um Oscar)
2. Oscar Hammerstein II (faltando um Emmy)
3. Tom Kitt (faltando um Oscar)
4. Frank Loesser (faltando um Emmy)
5. Lin-Manuel Miranda (faltando um Oscar)
6. Stephen Sondheim (faltando um Emmy)